# Carlos Noriega
Carlos Ismael Noriega (Lima, 8 ottobre 1959) è un ex astronauta peruviano naturalizzato statunitense. Ha partecipato alle missioni spaziali Shuttle STS-84 e STS-97 come specialista di missione.

## Biografia

### Istruzione e carriera militare
Nel 1981 ha conseguito un Bachelor of science in informatica presso l'University of Southern California, nel 1990 ha preso due master in informatica ed in operazioni sui sistemi spaziali presso la Naval Postgraduate School.
Noriega è stato membro della Marina degli Stati Uniti d'America nel Reserve Officers' Training Corps. Dopo essersi diplomato alla scuola di volo, dal 1983 al 1985 ha pilotato gli elicotteri CH-46 Sea Knight con la Marine Medium Helicopter Squadron 165 alla Marine Corps Air Station alle Hawaii. Noriega ha trascorso due semestri in nave nell'oceano Pacifico e nell'oceano Indiano nei ha fatto anche parte della forza multinazionale di pace in Libano. Nel 1990 è stato assegnato al Comando Strategico degli Stati Uniti nel Colorado. Ha trascorso oltre 2.200 ore in volo.

### Carriera di astronauta
Noriega è stato selezionato dalla NASA nel dicembre del 1994 ed è entrato al Johnson Space Center nel marzo del 1995. Dopo un anno di addestramento è stato qualificato come specialista di missione (maggio 1996). Ha volato con lo Shuttle nel 1997 con la missione STS-84 e nel 2000 con la STS-97. Era stato scelto anche per la missione STS-121 ma il suo posto fu preso da Piers Sellers.

## Vita privata
Carlos Noriega è nato in Perù, è sposato con Wendy Thatcher e la coppia ha cinque figli.